# 장필리프 가티앵
장필리프 가티앵(프랑스어: Jean-Philippe Gatien, 프랑스어 발음: [ʒɑ̃ filip ɡasjɛ̃], 1968년 10월 16일~)은 프랑스의 탁구 선수이다. 올림픽에 4회 출전하여 1992년 하계 올림픽에서 남자 단식 은메달, 2000년 하계 올림픽에서 남자 복식 동메달을 획득했다. 또한 1993년 세계 탁구 선수권 대회 남자 단식 부문과 1994년 탁구 월드컵 남자 단식 우승을 차지했다.